# Comuna Nova Rača, Bjelovar-Bilogora
Nova Rača este o comună în cantonul Bjelovar-Bilogora, Croația, având o populație de 3.433 de locuitori (2011).

## Demografie
Componența etnică a comunei Nova Rača
     Croați (91,76%)
     Albanezi (4,02%)
     Maghiari (1,66%)
     Sârbi (1,31%)
     Necunoscut (0,17%)
     Neclasificat (0,79%)
Componența confesională a comunei Nova Rača
     Catolici (95,98%)
     Ortodocși (2,04%)
     Necunoscută (0,58%)
     Alte religii (1,4%)
Conform recensământului din 2011, comuna Nova Rača avea 3.433 de locuitori. Din punct de vedere etnic, majoritatea locuitorilor (91,76%) erau croați, existând și minorități de albanezi (4,02%), maghiari (1,66%) și sârbi (1,31%). Apartenența etnică nu este cunoscută în cazul a 0,17% din locuitori. Din punct de vedere confesional, majoritatea locuitorilor (95,98%) erau catolici, cu o minoritate de ortodocși (2,04%). Pentru 0,58% din locuitori nu este cunoscută apartenența confesională.